# Cabeça no Jogo
Cabeça no Jogo foi um programa exibido pela ESPN Brasil durante os jogos da Seleção Brasileira na Copa das Confederações de 2013. O programa era uma espécie de "transmissão alternativa" das partidas, uma vez que a emissora não tinha os direitos de transmissão do torneio. Este modelo de "transmissão alternativa" de partidas são comuns na Europa, especialmente na Itália, praticada por emissoras que não têm direitos de transmissão de determinados campeonatos. Foi a primeira vez que este tipo de programa foi exibido no Brasil.
No programa, era exibida uma tela única com cinco janelas abertas – uma para cada comentarista - e no canto superior esquero era mostrado o tempo de jogo, e o placar. Durante a partida havia um bate-papo descontraído entre jornalistas da emissora. A atração também contava a participação dos telespectadores, com entradas ao vivo por telefone e um bottom line com os melhores tweets durante o jogo. O Cabeça no Jogo também exibia o áudio original da partida, para que os apresentadores e telespectadores possam acompanhar todas as reações do público do estádio em tempo real. Durante o intervalo do jogo, o programa exibia os melhores momentos do próprio bate-papo entre os comentaristas.